# Medupi Power Station

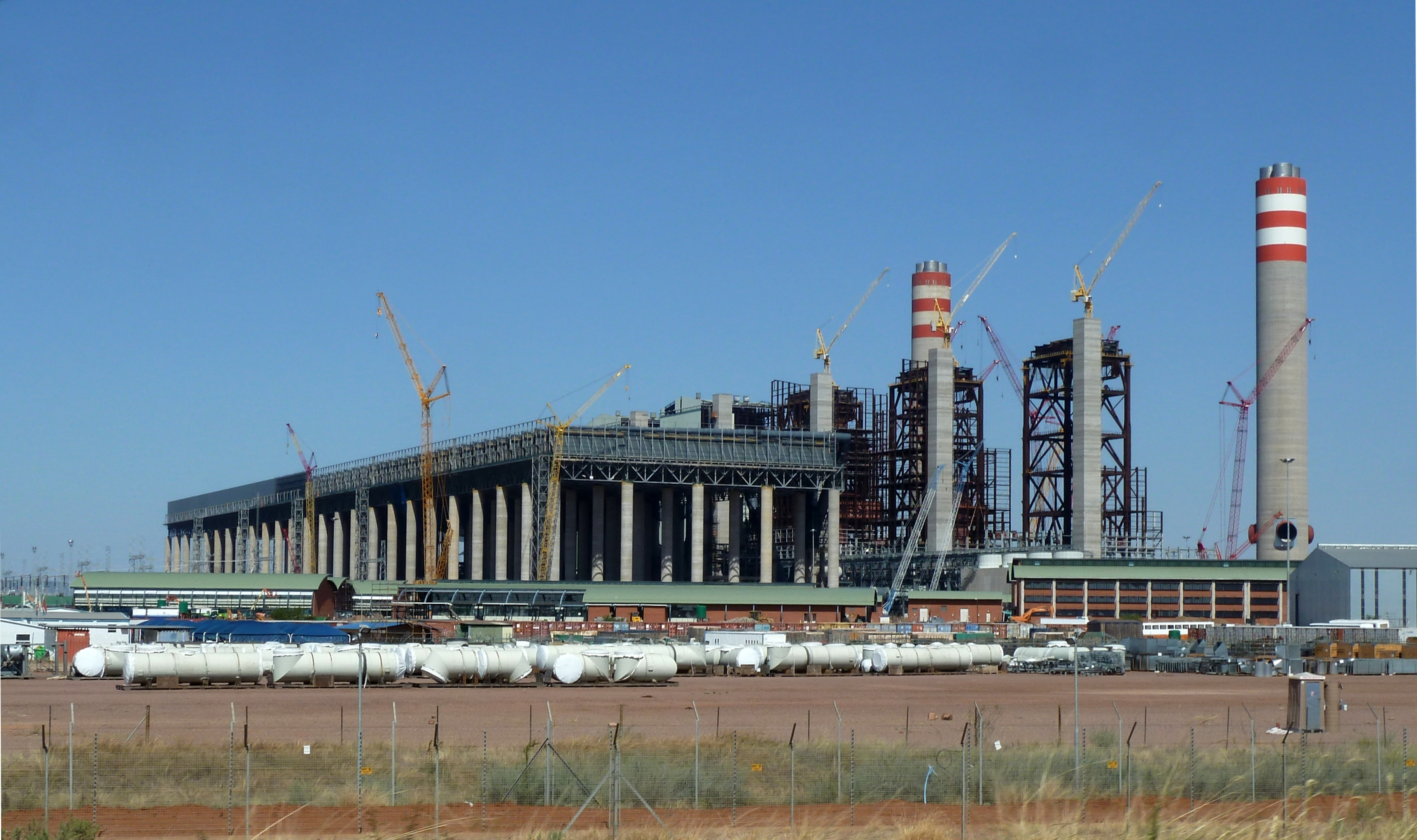

Medupi Power Station är ett kolkraftverk under uppbyggnad i närheten av Lephalale i Limpopoprovinsen i Sydafrika. Det byggs med hjälp av pengar från Världsbanken och blir vid färdigställandet ett av världens största kolkraftverk, som kommer att producera kolkraft i över 40 år.
Bygget av Medupi har stött på kritik från olika miljöorganisationer, bland annat Earthlife Africa och groundWork som lämnade in ett klagomål till Världsbanken. Invånarna i området där kolkraftverket byggs säger att de kommer att få betala de dolda kostnaderna i form av hälsobekymmer från luftföroreningar och hög kvicksilverhalt i vattnet och jorden. Medupi kommer släppa ut över 25 miljoner ton koldioxid per år.
När Världsbanken finansierade bygget av Medupi ingick också byggandet av solpaneler med 100 megawatt effekt. Denna satsning räknas som Sydafrikas största inom förnybar energi.